# Аяна, Алмаз
Алмаз Аяна (амх. አልማዝ አያና ኤባ; род. 21 ноября 1991) — эфиопская легкоатлетка, которая специализируется в беге на длинные дистанции.

## Спортивная карьера
Бронзовая призёрка чемпионата мира 2013 года в беге на 5000 метров с результатом 14.51,33. Победительница мемориала Фанни Бланкерс-Кун 2013 года на дистанции 5000 метров — 14.52,42.
В начале спортивной карьеры специализировалась в беге на 3000 метров с препятствиями, владела мировым рекордом среди юниоров — 9.22,51. На этой дистанции заняла 5-е место на чемпионате мира среди юниоров 2010 года.
Победительница Олимпийских игр 2016 года с новым мировым, и автоматически олимпийским рекордом — 29.17,45.

### Бриллиантовая лига
- 2013:  Meeting Areva 5000 метров — 14.25,84
- 2015:  IAAF Diamond League Shanghai 5000 метров — 14.14,32[1]
- 2015:  Meeting Areva 5000 метров — 14.21,97[2]